# 石倉礼
石倉 礼（いしくら れい）は、日本の男性アニメーター、アニメーション演出家、アニメ監督。東京都出身。
以前は東映アニメーションに所属していた。大学の授業で押井守監督の映画『GHOST IN THE SHELL / 攻殻機動隊』を見た際、「アニメでこんなところまで出来る」のかという感動がすごく、そこからアニメ業界に進みたいと思うようになったと話す。

## 参加作品

### テレビアニメ
2014年
- ニセコイ（原画）
- アカメが斬る!（原画）
- ワールドトリガー（原画）

2016年
- 美少女戦士セーラームーンCrystal（原画）
- スカーレッドライダーゼクス（演出）
- モンスターハンターストーリーズ Ride on（絵コンテ・演出）

2017年
- チェインクロニクル ～ヘクセイタスの閃（ひかり）～（演出）

2018年
- サンリオ男子（原画）
- たくのみ。（絵コンテ・演出）
- レイトン ミステリー探偵社 〜カトリーのナゾトキファイル〜（絵コンテ・演出）
- RErideD-刻越えのデリダ-（絵コンテ）
- 終電後、カプセルホテルで、上司に微熱伝わる夜。（演出）

2019年
- MIX（OP原画）
- 妖怪学園Y 〜Nとの遭遇〜（原画）
- 指先から本気の熱情-幼なじみは消防士-（絵コンテ・演出）

2020年
- おーばーふろぉ（監督）
- メジャーセカンド 第2シリーズ（原画）
- 巨人族の花嫁（監督・絵コンテ）

2021年
- じみへんっ!!〜地味子を変えちゃう純異性交遊〜（監督・脚本・美術設定）
- ガル学。〜聖ガールズスクエア学院〜（作画監督）
- Sonny Boy（演出・作画監督・原画）

2022年
- イロドリミドリ（シリーズ構成）
- ブッチギレ!（絵コンテ・演出・原画）

2023年
- 漣蒼士に処女を捧ぐ〜さあ、じっくり愛でましょうか（監督）

2024年
- 悶えてよ、アダムくん（音響監督）
- 当て馬キャラのくせして、スパダリ王子に寵愛されています。（助監督）

### 劇場アニメ
2018年
- 映画 妖怪ウォッチ FOREVER FRIENDS（演出・原画）

2022年
- 雨を告げる漂流団地（原画）

2023年
- ブラッククローバー 魔法帝の剣（演出・原画）

### OVA
2017年
- ハイスクール・フリート（助監督・演出・原画）

### Webアニメ
2018年
- モンスターストライク（第3期、絵コンテ）